# Cop

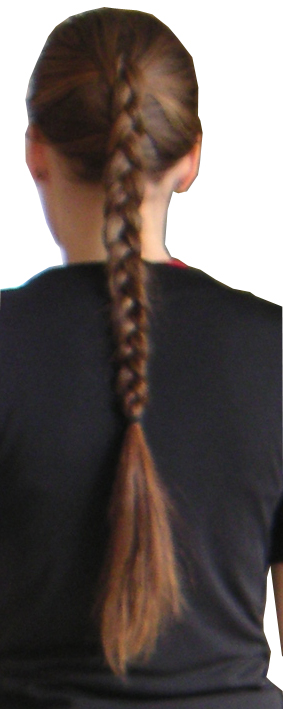
Invertovaný francouzský cop

Cop, případně menší copánek, je ozdobný pletenec lidských vlasů (případně i koňských žíní), který trochu připomíná vánočku. Jde o specifický typ účesu, který se používá pro úpravu dlouhých vlasů.

## Copy v Česku
V našem kulturním prostředí velké copy používají obvykle především ženy, které si mohou uplést jeden tlustší cop ze všech vlasů (typicky vzadu uprostřed hlavy) nebo dva slabší copy (typicky po obou stranách hlavy symetricky). Ke stažení copu se dnes téměř výhradně používají gumičky. Mohou být na dolním konci ozdobeny stuhou, mašlí nebo i jinou vhodnou ozdobou.
V minulosti bývaly copy mnohem obvyklejší než je tomu dnes, neboť zejména venkovské ženy téměř bez výjimek mívaly dlouhé vlasy.
U mužů je použití copu méně obvyklé než je tomu u žen a lze je spatřit opravdu jen výjimečně, používají je například bojovníci v thajském boxu. Zato dříve bývaly dlouhé vlasy a jejich upravení do copů mnohem obvyklejší, a to u mnoha národů Evropy: Galů/Keltů, Germánů i Slovanů.
Při použití velmi malých copů, neboli copánků, jich může být na hlavě větší počet a to na různých místech, tato úprava v českém kulturním prostředí ale není příliš obvyklá. Copánky se používají všude po světě, například v Africe.

## Copy u zvířat
Copánky se používají i pro zdobení koňských hřív či ocasů, používá se zejména u tažných kočárových a jezdeckých parkurových koní.

## Cop obecně
Způsob splétání „na cop“ se používá nejen vlasy, ale i mnohá další užití:
- houska a vánočka
- textilní šňůry, zpravidla ozdobné cancourky
- sýr jádel
- a mnohé další.